# Rzeczpospolita Turgielska
Rzeczpospolita Turgielska – określenie obszaru wyzwolonego przez żołnierzy AK w marcu 1944 roku.

## Historia
28 grudnia 1943 roku oddziały AK zlikwidowały litewski posterunek w Turgielach. Z nieznanych powodów Niemcy nie odtworzyli tego posterunku, pozwalając na niezależność terytorium. Dopiero po kilku miesiącach do zajęcia tego obszaru Niemcy skierowali brygadę pod dowództwem generała Plechavičiusa. W maju 1944 roku dowództwo niemieckie skierowało te bataliony do walki. Oddziały te po pacyfikacji kilku polskich wsi zostały w kilku miejscach zaatakowane przez polskie brygady i rozbite. Największa bitwa miała miejsce 15 maja 1944 w miejscowości Murowana Oszmianka.
W Turgielach partyzanci utrzymali się do lipca 1944 roku, czyli aż do wkroczenia Armii Czerwonej.